# 旅館白鷺
『旅館白鷺』（りょかんしらさぎ）は、2002年5月24日にSPEEDより発売されたアダルトゲーム。および、それを原作として2003年から2004年にかけてセブンエイトより発売されたアダルトアニメ。

## 概要
プレイヤーは温泉旅館の経営者・水鷺健司となり、女性従業員たちを上手く調教して身体を用いた接客に当たらせ、経営を立て直すことが目的である。
毎週初めにスケジュールを組むパート、女性従業員たちとのセックスで彼女たちに地元の名士たちへの接客を上達させるパート、旅館の評価を賭けて水鷺栄次と料理で対決するパートから構成されている。

## あらすじ
水鷺健司は、グループ後継者の座を賭けて弟の水鷺栄次と旅館経営で対決することになった。健司は、温泉旅館「白鷺館」の女性従業員たちを調教して身体を使った接客に当たらせ、1年間で経営を建て直さなければならない。

## 登場人物
※声優は原作ゲーム / アダルトアニメ版の順。
水鷺 健司
声：竹若拓磨（アダルトアニメ版のみ）
主人公。旅館グループ水鷺の長男。
白鳥 優梨子
声：海原エレナ / 同左
旅館白鷺館の女主人。おっとりとした性格。
白鳥 冬香
声：須本綾奈 / 同左（アダルトアニメ版「二泊目」登場のみ）
旅館白鷺館従業員。優梨子の妹。元気で活発な性格。
石見 要
声：北都南 / 未登場
水鷺グループ管理部門所属。感情をあまり表に出さない。
秋沢 ひばり
声：北都南 / 同左（アダルトアニメ版「二泊目」登場のみ）
健司の元婚約者。自分本位な性格。
岬 晴海
声：須本綾奈 / 冬樹みずほ
白鷺館の長期滞在客。病気の療養のために逗留している。
水鷺 栄次
旅館グループ水鷺の次男。
水鷺 源一郎
旅館グループ水鷺の総帥。健司と栄次の父。

## アダルトアニメ
2003年から2004年にかけ、セブンエイトよりVHS/DVDで発売された。全2巻。

### シリーズ一覧
旅館白鷺 一泊目
発売日 - 2003年6月27日（VHS版、DVD版）、2007年2月6日（ダウンロード版）
旅館白鷺 二泊目
発売日 - 2004年4月30日（VHS版、DVD版）、2007年2月16日（ダウンロード版）
旅館白鷺 完全版
『一泊目』と『二泊目』をDVD1枚に収録した廉価版。
発売日 - 2009年8月28日

### スタッフ
- 原作 - SPEED、いちひめ、すたじお実験室
- 監督 - 南澤十八
- 脚本 - 道上丈一
- オリジナルキャラクターデザイン - どどいつ
- キャラクターデザイン - T☆TUYA
- 作画監督 - はんにゃ（『一泊目』）、T☆MOOKA（『二泊目』）
- 演出 - 片平真司（『一泊目』）、石神井太郎（『二泊目』）
- 音楽 - 西澤武、せんたろ（『二泊目』）、佐野広明（『二泊目』）
- 製作 - ディスカバリー